# Ana Polo
Ana Polo Gutiérrez(Vilasar de Dalt, 1990) más conocida como Ana Polo, es una periodista, humorista, guionista y escritora española.

## Trayectoria
Es licenciada en periodismo y realizó sus prácticas en los informativos de la emisora de radio RAC1. Ha colaborado regularmente en medios como RAC1 (en el programa La segona hora),también en Catalunya Ràdio, en Televisión Española (en el programa Tips ) y en 8tv (en el programa Catalunya Directe). Cansada de los grandes medios, donde consideraba que su papel a menudo se restringía a ser «la chica del programa», optó por otros formatos y plataformas donde las mujeres dispusieran de mayor libertad creativa y pudieran ejercer de productoras. También fue guionista y colaboradora del late-show No te metas en política, conducido por los humoristas Facu Díaz y Miguel Maldonado.
Es conocida por sus monólogos feministas, que ha hecho en toda Cataluña desde finales de la década del 2010. Trabaja habitualmente con la humorista Oye Sherman, y desde 2020 juntas presentan el pódcast Oye Polo en Radio Primavera Sound, uno de los programas más escuchados en catalán en 2021.
En 2020 puso en marcha el programa Feministic en el canal de televisión Fibracat TV, un espacio de cápsulas sobre divulgación feminista. Se realizaron 40 capítulos, hasta que la plataforma cerró a finales de 2022.
También en 2022, la editorial La Galera le propuso que escribiera su primer libro, titulado Mi primera guía feminista, ilustrado por Eva Palomar. Pensado como una breve introducción al feminismo para niños a partir de 10 años, este libro busca cubrir el vacío editorial existente de libros feministas de no ficción para niños. Está disponible en catalán y castellano.

## Vida privada
Polo es abiertamente lesbiana.

## Obra
- 2022 – Mi primera guía feminista. Ilustraciones de Eva Palomar. Editorial La Galera. ISBN 9788424671662.